# Liste d'élections en 1874
Chronologie des élections
- 1870
- 1871
- 1872
- 1873
- 1874
- 1875
- 1876
- 1877
- 1878

Cet article recense les élections organisées durant l'année 1874.

## Élections nationales en 1874
Cette section concerne les élections législatives et présidentielles dans un état souverain, éventuellement fédéral, ainsi que leurs principaux référendums.
| Date                             | État                   | Élection ou référendum                    | Contexte                                              | Résultat |
| -------------------------------- | ---------------------- | ----------------------------------------- | ----------------------------------------------------- | --- |
| 1874                             | République dominicaine | Générales (en)                            |                                                       | Cette section est vide, insuffisamment détaillée ou incomplète. Votre aide est la bienvenue ! Comment faire ? |
| 1874                             | Argentine              | Sénatoriales (es)                         |                                                       | Cette section est vide, insuffisamment détaillée ou incomplète. Votre aide est la bienvenue ! Comment faire ? |
| 10 janvier                       | Allemagne              | Législatives                              | L'Alsace-Lorraine peut élire 15 députés au Reichstag. | Recul des nationaux-libéraux au Reichstag. Le parti catholique du centre devient le premier parti avec 27,9 % des suffrages, le parti social-démocrate obtient 6,8 %. |
| 22 janvier                       | Canada                 | Fédérales                                 |                                                       | le Parti libéral du Canada d'Alexander Mackenzie l'emporte avec 129 députés élus. Les conservateurs de John A. Macdonald obtiennent 65 députés (y compris 26 libéral-conservateur)[réf. nécessaire]. |
| 31 janvier - 17 février          | Royaume-Uni            | Générales                                 |                                                       | Cette section est vide, insuffisamment détaillée ou incomplète. Votre aide est la bienvenue ! Comment faire ? |
| 1er février - 10 mars            | Argentine              | Législatives (es)                         |                                                       | Cette section est vide, insuffisamment détaillée ou incomplète. Votre aide est la bienvenue ! Comment faire ? |
| 1er avril                        | Colombie               | Présidentielle                            |                                                       | Cette section est vide, insuffisamment détaillée ou incomplète. Votre aide est la bienvenue ! Comment faire ? |
| 12 avril                         | Argentine              | Présidentielle (en)                       |                                                       | Nicolás Avellaneda est élu président de la République Argentine (fin en 1880). Il échoue dans sa tentative de réconciliation nationale. Il doit lutter contre l'ancien président Bartolomé Mitre, puis contre la province de Buenos Aires qui refuse la défaite de son gouverneur à l'élection présidentielle, avant de prendre la possession de la présidence le 12 octobre. L'Argentine est divisée. |
| 19 avril                         | Suisse                 | Référendum (en)                           |                                                       | Cette section est vide, insuffisamment détaillée ou incomplète. Votre aide est la bienvenue ! Comment faire ? |
| 29 avril                         | Honduras               | Présidentielle (es)                       |                                                       | Cette section est vide, insuffisamment détaillée ou incomplète. Votre aide est la bienvenue ! Comment faire ? |
| 9 juin                           | Belgique               | Législatives (nl)                         |                                                       | Cette section est vide, insuffisamment détaillée ou incomplète. Votre aide est la bienvenue ! Comment faire ? |
| 12 juillet                       | Portugal               | Législatives (en)                         |                                                       | Cette section est vide, insuffisamment détaillée ou incomplète. Votre aide est la bienvenue ! Comment faire ? |
| 15 juillet                       | Pays-Bas               | 1re Chambre (nl)                          |                                                       | Cette section est vide, insuffisamment détaillée ou incomplète. Votre aide est la bienvenue ! Comment faire ? |
| 24 octobre                       | Serbie                 | Législatives (en)                         |                                                       | Cette section est vide, insuffisamment détaillée ou incomplète. Votre aide est la bienvenue ! Comment faire ? |
| 8 - 15 novembre                  | Italie                 | Législatives                              |                                                       | Cette section est vide, insuffisamment détaillée ou incomplète. Votre aide est la bienvenue ! Comment faire ? |
| 1er juin 1874 - 7 septembre 1875 | États-Unis             | Législatives (chambre (en) et sénat (en)) |                                                       | Voir l'article Liste d'élections en 1875. |

## Élections en subdivisions nationales en 1874
Cette section concerne les élections législatives dans un État fédéré, une subdivision territoriale ou une colonie d'un État souverain, ainsi que leurs principaux référendums.
| Date                              | Subdivision            | État               | Élection ou référendum | Contexte | Résultat |
| --------------------------------- | ---------------------- | ------------------ | ---------------------- | -------- | --- |
| Mai 1873 - 14 février 1874        | Norvège                | Suède-Norvège      | Législatives (en)      |          | Cette section est vide, insuffisamment détaillée ou incomplète. Votre aide est la bienvenue ! Comment faire ? |
| Mars                              | Suriname               | Pays-Bas           | Générales (en)         |          | Cette section est vide, insuffisamment détaillée ou incomplète. Votre aide est la bienvenue ! Comment faire ? |
| Mai - juin                        | Nouveau-Brunswick      | Canada             | Générales              |          | Cette section est vide, insuffisamment détaillée ou incomplète. Votre aide est la bienvenue ! Comment faire ? |
| 3 - 26 juillet                    | Bohême                 | Autriche-Hongrie   | Régionales (cs)        |          | Cette section est vide, insuffisamment détaillée ou incomplète. Votre aide est la bienvenue ! Comment faire ? |
| Septembre - décembre              | Islande                | Danemark           | Législatives (en)      |          | Cette section est vide, insuffisamment détaillée ou incomplète. Votre aide est la bienvenue ! Comment faire ? |
| 17 décembre                       | Nouvelle-Écosse        | Canada             | Générales (en)         |          | Cette section est vide, insuffisamment détaillée ou incomplète. Votre aide est la bienvenue ! Comment faire ? |
| 30 décembre                       | Manitoba               | Canada             | Générales (en)         |          | Cette section est vide, insuffisamment détaillée ou incomplète. Votre aide est la bienvenue ! Comment faire ? |
| 1874                              | Terre-Neuve            | Empire britannique | Générales (en)         |          | Cette section est vide, insuffisamment détaillée ou incomplète. Votre aide est la bienvenue ! Comment faire ? |
| 8 décembre 1874 - 12 janvier 1875 | Nouvelle-Galles du Sud | Empire britannique | Coloniales (en)        |          | Voir l'article Liste d'élections en 1875                                                                      |